# Desa Pekuncen (administrativ by i Indonesien, lat -7,57, long 109,12)
Desa Pekuncen är en administrativ by i Indonesien.   Den ligger i provinsen Jawa Tengah, i den västra delen av landet, 290 km sydost om huvudstaden Jakarta.